# Astroengenharia
Astroengenharia ou Engenharia em escala astronômica, ou engenharia astronômica, ou seja, engenharia que envolve operações com objetos astronômicos inteiros ( planetas, estrelas, etc.), é um tema conhecido na ficção científica, bem como objeto de pesquisas científicas recentes e engenharia exploratória . 
Na escala de Kardashev, as civilizações Tipo II e Tipo III podem aproveitar a energia na escala necessária.   Isso poderia permitir que eles construam megaestruturas. 

## Exemplos

### Engenharia exploratória
- Esferas de Dyson ou enxame de Dyson e construções semelhantes são megaestruturas hipotéticas originalmente descritas por Freeman Dyson como um sistema de satélites de energia solar em órbita destinados a envolver uma estrela completamente e capturar a maior parte ou toda a sua produção de energia. [5]
- O levantamento estelar (Star lifting) é um processo em que uma civilização avançada pode remover uma porção substancial da matéria de uma estrela de maneira controlada para outros usos.[6]
- Cérebros Matrioshka [7]
- Motor estelar (stellar engine).[8]
- Um disco de Alderson [9] (em homenagem a Dan Alderson, seu criador) é uma hipotética megaestrutura astronômica artificial, um prato gigante com uma espessura de vários milhares de quilômetros. O Sol repousa no buraco no centro do disco. O perímetro externo de um disco de Alderson seria aproximadamente equivalente à órbita de Marte ou Júpiter.

### Ficção científica
- Na série Ringworld de Larry Niven, um anel de um milhão de milhas de largura é construído e girado (para simular a gravidade) em torno de uma estrela a aproximadamente uma unidade astronômica de distância. O anel pode ser visto como uma versão funcional de uma esfera de Dyson com a área de superfície interna de 3 milhões de planetas do tamanho da Terra. Por ser apenas uma esfera de Dyson parcial, pode ser vista como a construção de uma civilização intermediária entre o Tipo I e o Tipo II. Tanto as esferas de Dyson quanto o Ringworld sofrem de instabilidade gravitacional, no entanto - um dos principais focos da série Ringworld é lidar com essa instabilidade em face do colapso parcial da civilização do Ringworld.[10]
- O "Morlock" de Stephen Baxter de The Time Ships ocupa uma concha esférica ao redor do sol com o diâmetro da órbita da Terra, girando por gravidade ao longo de uma banda. A superfície interna da concha ao longo desta faixa é habitada por culturas em muitos estágios inferiores de desenvolvimento, enquanto a civilização "KII" Morlock usa toda a estrutura para poder e computação. [11]
- No episódio "Relics" de Star Trek: The Next Generation, a Enterprise descobre uma esfera de Dyson abandonada.[12]
- No universo Halo, os Forerunners criaram muitas megaestruturas artificiais do tamanho de planetas, como os mundos circulares Halo, as duas Arcas e os Mundos Escudo, que eram esferas micro-esfera-de-Dyson. Uma das criações mais conhecidas dos Precursores foram as Estradas Estelares: cabos imensos e indestrutíveis que conectavam planetas e sistemas estelares.[13]
- No filme Elysium, um habitat espacial em grande escala foi construído para orbitar a Terra e é capaz de sustentar a vida permanentemente.[14]
- Na Trilogia Corelliana (livros Star Wars Legends), é revelado que o sistema Corelliano foi construído por uma civilização antiga desconhecida, usando a Estação Centerpoint para transportar os planetas através de distâncias interestelares e "repulsores planetários" para manobrar os planetas em suas órbitas. [15]
- No universo fictício de Culture de Iain M. Banks, um Orbital é um habitat espacial construído propositadamente formando um anel tipicamente em torno de 3 milhões de km (1,9 milhão de milhas) de diâmetro. A rotação do anel simula a gravidade e um ciclo dia-noite comparável a um corpo planetário orbitando uma estrela.[16]
- A concha de Dyson é a variante da esfera de Dyson mais frequentemente retratada na ficção. É uma casca sólida uniforme de matéria ao redor da estrela, em oposição a um enxame de satélites em órbita.  Em resposta a cartas solicitadas por alguns jornais, Dyson respondeu: "Uma concha ou anel sólido envolvendo uma estrela é mecanicamente impossível. A forma de 'biosfera' que eu imaginei consiste em uma coleção solta ou enxame de objetos viajando em órbitas independentes. ao redor da estrela." [17]

## Galeria

Esfera de Dyson
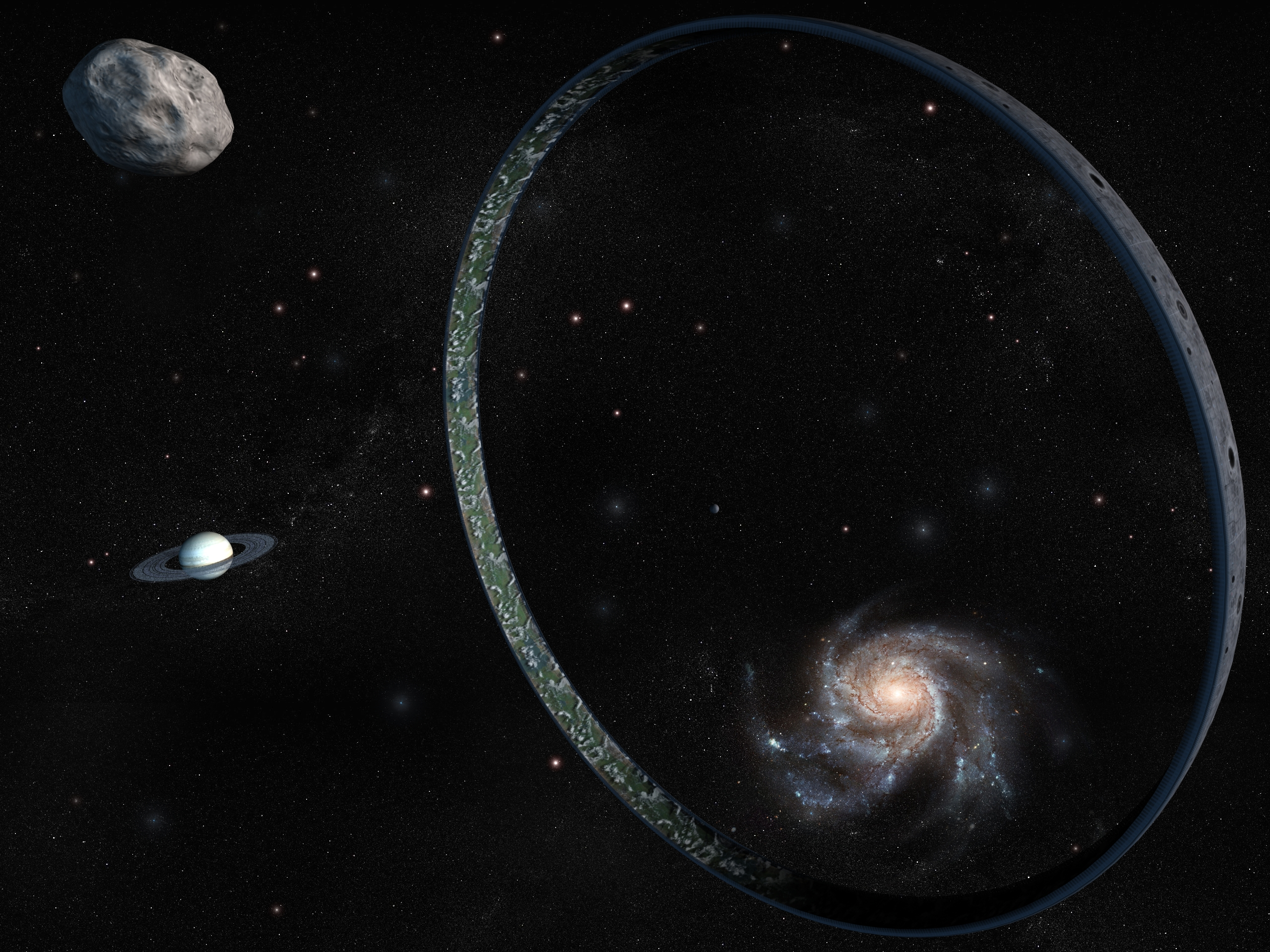
Orbital sem um eixo aparente
Disco de Alderson
Um plano proposto para um anel orbital